# آداموف-پارتسل
آداموف-پارتسل (به لاتین: Adamów-Parcel) در لهستان است که در گمینا رادزی‌یوویتسه واقع شده‌است.

## خصوصیات
ادامو-پارسل ۶۰ نفر جمعیت دارد.